# Dropout Kings
I Dropout Kings sono un gruppo musicale nu/rap metal statunitense, formatosi a Phoenix nel 2016.

## Storia del gruppo
Il gruppo è stato fondato dal cantante Adam Ramey, un anno dopo lo scioglimento della sua vecchia formazione The Bad Chapter. Per iniziare la propria nuova attività si è aggregato al rapper Eddie Wellz, con una cover di Lying from You dei Linkin Park. Grazie agli ascolti registrati da questa versione su YouTube, i due cantanti hanno acquisito la possibilità di assumere in formazione vecchi componenti dei The Bad Chapter e dei We The Collectors. All'inizio il nuovo gruppo si chiamava Phoenix Down, ma nel 2017 ha cambiato nome in Dropout Kings.
Il 6 aprile 2018 il gruppo ha firmato per l'etichetta discografica Napalm Records, potendo così pubblicare  un video musicale per '"NVM", primo singolo estratto dall'album di debutto AudioDope. L'8 giugno dello stesso anno il gruppo ha pubblicato un video per il secondo singolo "Scratch & Claw". Il 10 agosto la formazione ha pubblicato anche l'album di provenienza, e nello stesso periodo ha anche preso parte ad un tour negli Stati Uniti e in Canada, insieme agli Otep.
Nei primi mesi del 2019 si sono esibiti in tour a fianco di Outline in Color, Deadships e Dead Crown, e il 19 marzo dello stesso anno hanno collaborato con i colleghi Dayshell al singolo “KOMBAT." A giugno si sono esibiti a fianco dei Crazy Town, in occasione del ventesimo anniversario del loro esordio ufficiale. Il 3 agosto hanno partecipato alla manifestazione Gathering of the Juggalos.
Il 6 aprile 2021 il gruppo ha annunciato di aver firmato per la nuova etichetta Suburban Noize Records, e il 24 aprile dell'anno successivo hanno preso parte alla manifestazione UFest.
Nel 2023 il gruppo ha pubblicato un secondo album in studio, intitolato Riot Music. Nel 2025 è stata annunciata la morte per suicidio del cantante e fondatore Adam Ramey.

## Formazione

### Attuale
- Eddie Wellz - voce (2016-presente)
- Rob Sebastian - chitarra (2023-presente), basso (2017-presente)
- Joe Lana Jr. - batteria (2021-presente)

### Ex componenti
- Staig Flynn - chitarra (2017-2023)
- Chucky Guzman - chitarra (2016-2022)
- Trevor Norgren - batteria (2016-2021)
- Tre Scott - basso (2016-2017)
- Charlie Mumbles - giradischi, programmazione (2016-2017)
- Adam Lee Ramey[22] (2016 - 2025)

## Discografia

### Album in studio
- 2018 - AudioDope[23]
- 2023 - Riot Music[24]

### EP
- 2020 - GlitchGang[25]

### Singoli
- 2016 - "Street Sharks" (pubblicato col nome di Phoenix Down)
- 2018 - "NVM"
- 2018 - "Scratch & Claw"
- 2018 - "Going Rogue"
- 2020 - "GlitchGang"
- 2020 - "I Ain't Depressed"
- 2021 - "Virus"[26]

### Videografia
- "Street Sharks" (2016; pubblicato col nome di Phoenix Down)[27]
- "NVM" (2018)[28]
- "Scratch & Claw" (2018)[29]
- "Going Rogue" (2018)[30]
- "Bad Day" (2019)[31]
- "Something Awful" (2019)[32]
- "GlitchGang" (2020)
- "Virus" (2020)
- "I Ain't Depressed" (2020)
- "PitUp" (2021)
- "Hey Uh" (2022)[33]